# Ripper - Lettera dall'inferno
Ripper - Lettera dall'inferno (Ripper - Letter from Hell) è un film del 2001 diretto da John E. Eyres.
Thriller uscito nel Regno Unito il 29 ottobre 2001 ed in Italia il 25 giugno 2004.

## Trama
La giovane Molly Keller riesce a fuggire da un'isola, dopo essere stata rapita da un serial killer. Cinque anni dopo è diventata l'acida e cinica studentessa d'un corso di psicologia forense, tenuto dal prof. Marshall Kane. Un giorno la ragazza deve partecipare a una sessione di studio con alcuni compagni di corso, Jason, Chantal, Marisa, Eddie, Mary-Anne e Andrea, ma il gruppo incontra problemi per il carattere ostile di Molly. Per allentare la tensione, i ragazzi vanno a una festa e Jason tenta di conoscere meglio Molly, ma viene allontanato. Marisa, invece, ha un rapporto sessuale con un uomo mascherato dopo avere sentito Chantal e Andrea sparlare di lei. Sentendosi male, prende l'ascensore che, però, la porta in un piano deserto dell'edificio, dove viene brutalmente uccisa da un misterioso assassino; il suo corpo viene poi agganciato per una caviglia a una catena e scagliato contro la finestra del piano sottostante, dove si svolge la festa. Il giorno seguente il gruppo decide di cercare di capire chi sia l'assassino di Marisa; Molly, invece, incontra l'investigatore Kelso, che s'occupò del suo caso cinque anni prima, e l'avverte che l'assassino è lo stesso che l'aveva rapita e ucciso i suoi amici. Poco dopo, Mary-Anne, mentre torna a casa in automobile, viene tamponata da un fuoristrada che spinge il suo veicolo in un precipizio, mentre la ragazza riesce a uscire ma viene ugualmente uccisa; il corpo pugnalato viene trovato in un capanno da Kelso.
Molly rivela a Marshall e alla classe che l'assassino sta seguendo i metodi omicidi di Jack lo squartatore. Il gruppo, nonostante i tentennamenti, continua a indagare sul serial killer, con l'aiuto di Molly. Andrea si reca all'obitorio per fare un'autopsia sul corpo di Mary-Anne, ma l'assassino l'attende nascosto e l'uccide. Jason, Chantal ed Eddie scoprono il passato di Molly, trovando strano che sia l'unica sopravvissuta tra i suoi amici, così la ragazza s'allontana dal gruppo. La notte seguente Molly, Jason, Eddie e Chantal vengono portati da Marshall in una casa fuori città nei boschi e scoprono che le vittime hanno le stesse iniziali delle vittime di Jack lo Squartatore. I sospetti cadono così su Aaron, un compagno balbuziente che aveva creato il gruppo di studio. Per avvertire Kelso, Chantal, Eddie e Jason partono in auto per tentare di riparare il satellite che collega i telefoni sulla cima d'una vicina montagnola. L'automezzo, però, va in panne, così Jason decide di proseguire a piedi, mentre Eddie tenta di riparare la macchina. L'assassino sorprende e stende Chantal all'interno del veicolo; quando la ragazza si sveglia, colta dal panico, fa partire l'auto nonostante Eddie sia rimasto incastrato con una mano nel motore e finisce col provocare un incidente che uccide il giovane. Chantal fugge braccata dall'assassino, rifugiandosi in una segheria dove s'imbatte in Aaron, che dichiara di sapere chi sia l'assassino, ma prima di rivelarlo, entrambi cadono nei macchinari azionati dall'assassino, finendo mutilati. Nel frattempo Molly inizia a sospettare di Jason e Marshall, così stende il primo e fugge nei boschi, poi sorprende Marshall sul corpo di Jason e crede sia lui l'assassino ma, a causa di alcuni ricordi frammentati, sospetta che la vera assassina potrebbe essere invece proprio lei. Successivamente interviene Kelso, che stende Marshall.
L'epilogo mostra cinque anni dopo Marshall condannato alla sedia elettrica per gli omicidi e Molly, impazzita, internata in un manicomio.